# Харченко, Сергей Николаевич
Серге́й Никола́евич Ха́рченко (укр. Сергій Миколайович Харченко, позывной — Дед; 6 февраля 1970, Потсдам) — украинский военнослужащий, капитан, участник российско-украинской войны. Герой Украины (2023).

## Биография
Родился 6 февраля 1970 года в городе Потсдам, ГДР, где его отец проходил службу в составе группы советских войск. Сергей начал военную карьеру с десантных войск, затем служил сверхсрочно в конвойной бригаде внутренних войск. В 1995 году стал военнослужащим полка специального назначения «Ягуар», который в 2014 году вошёл в состав новосозданной Национальной гвардии Украины.
Более 30 лет служит в 14-й бригаде оперативного назначения, занимал должности старшины роты, командира взвода и роты. С марта 2023 года — начальник штаба батальона. Участник АТО и ООС.
5 марта 2022 года получил множественные осколочные ранения ног с значительной кровопотерей, но вскоре вернулся в строй. Участвовал в обороне Северодонецка и Лисичанска.

## Награды
- Звание «Герой Украины» с удостоением ордена «Золотая Звезда» (8 июля 2023) — за личное мужество и героизм, проявленные в защите государственного суверенитета и территориальной целостности Украины, верность военной присяге[1].